# Lucetta Scaraffia
Pour les articles homonymes, voir Scaraffia.
Lucetta Scaraffia (née le 23 juin 1948 à Turin) est une historienne et journaliste italienne. Elle est professeure associée d'histoire contemporaine à l'université de Rome « La Sapienza » ; elle collabore avec les journaux Avvenire, Il Foglio, Corriere della Sera et L'Osservatore Romano. Elle est conseillère au Conseil pontifical pour la promotion de la nouvelle évangélisation.

## Biographie
Elle naît d'un père franc-maçon et d'une mère catholique. Elle a pour frère Giuseppe Scaraffia. Elle reçoit une éducation catholique jusqu'à l'adolescence et va au lycée Parini (it) de Milan. Dans les années 1970, elle s'éloigne de la foi et milite dans le féminisme. En 1971 elle se marie une première fois, avec un collègue de l'université de Milan. Ce mariage sera ensuite déclaré nul par le tribunal du vicariat de Rome. En 1982, elle a une fille avec l'historien Gabriele Ranzato (es). Peu après, elle rencontre l'historien et journaliste Ernesto Galli della Loggia, qu'elle finit par épouser.
À la fin des années 1980, elle revient à la foi catholique, après une conversion intérieure à l'occasion d'une célébration dans la basilique Sainte-Marie-du-Trastevere en l'honneur du retour d'une icône restaurée. Elle ne se dit depuis « non pas ex-féministe, mais féministe en lutte contre la pensée unique féministe ».
Elle a été vice-présidente de l'Associazione Scienza e Vita.
En 2008, elle se présente aux élections à Rome sur la liste de Rutelli, sans être élue.
Elle est membre du Comité national de bioéthique italien (it) depuis 2007. Elle a pris position en 2008 sur la définition éthique de la fin de vie, ce qui a provoqué un éclaircissement du Saint-Siège lui laissant la responsabilité de ses propos.

### Activité académique
Dès avant sa conversion, elle s'intéresse à la vie de Rita de Cascia et de Thérèse d'Avila, sous l'angle de l'histoire sociale.
Elle s'est consacrée à l'histoire des femmes et à l'histoire religieuse, en étant surtout spécialisée dans la religiosité féminine et des liens entre la société occidentale et l'islam.
Dans son livre Loreto, Bologne, Il Mulino, 1998, elle traite du rapport entre l'identité italienne et le plus ancien sanctuaire marial de la péninsule italienne. Dans Il Giubileo, Bologne, 1999, elle a retracé l'histoire et le sens de l'institution des jubilés. En 2000, sort un manuel d'histoire en trois volumes, I fili della memoria, Uomini e donne nella storia, qu'elle a écrit avec Anna Bravo et Anna Foa aux Éditions Laterza.
Elle a édité, avec Eugenia Roccella, le dictionnaire biographique des Italiane dall'Unità d'Italia alla prima guerra mondiale (« Italiennes de l'unité de l'Italie à la première guerre mondiale »), publié en 2004 par la présidence du conseil des ministres d'Italie.
En mars 2018, Lucetta Scaraffia signe un texte dans son mensuel, Femmes, Église, Monde, dénonçant le travail pratiquement gratuit des religieuses au service des cardinaux. Puis en février 2019, elle traite le scandale des religieuses abusées sexuellement par des membres du clergé.
En mars 2019, avec dix autres femmes, elle démissionne de Donne Chiesa Mondo, seul magazine du Vatican consacré aux femmes. Elle affirme qu'elle y a été poussée par la nouvelle direction de L'Osservatore Romano.

## Distinctions
Elle a reçu la légion d'honneur le 10 mai 2017 à la villa Médicis.

## Écrits (sélection)
- (it) La Sardegna sabauda, Turin, Utet, 1987.
- (it) La santa degli impossibili. Vicende e significati della devozione a santa Rita, Turin, Rosenberg & Sellier, 1990, 149 p. (ISBN 88-7011-387-6)
- (it) Il concilio in convento. L'esperienza di Chiara Grasselli, Florence, Morcelliana, 1996.
- (it) Loreto. Un lembo di Terra Santa in Italia, Bologne, Il Mulino, 1999 (ISBN 88-15-06606-3).
- (it) Il giubileo, Bologne, Il Mulino, 1999, 128 p. (ISBN 978-88-15-07262-7).
- (it) Rinnegati. Per una storia dell'identità occidentale, Rome - Bari, Laterza, 2002, 2e éd., 198 p. (ISBN 88-420-4255-2).
- (it) Francesca Cabrini. Tra la terra e il cielo, Milan, Paoline Editoriale Libri, 2003, 3e éd., 194 p. (ISBN 88-315-2544-1).
- (it) Donne ottimiste, Femminismo e associazioni borghesi nell'Otto e Novecento  (avec Anna Maria Isastia), Bologne, Il Mulino, 2004, p. 7–111 ; 277-288.
- (it) Contro il cristianesimo. L'ONU e l'Unione Europea come nuova ideologia  (avec Eugenia Roccella), Turin, Piemme, 2005.
- (it) « La Salette. Un santuario reinventato da intellettuali e occultisti », Mélanges de l'École Française de Rome, Italie et Méditerranée, vol. 117, no 2,‎ 2005, p. 677–693.
- (it) « Femminismo e utopia », dans Donne fra Otto e Novecento: progetti culturali, emancipazione e partecipazione politica  (P. Magnarelli (éd.)), Macerata, EUM, 2007, p. 23–32.
- (it) « La "quota rosa" dei santi », Società e storia, vol. 115,‎ 2007, p. 129–138.
- (it) Due in una carne. Chiesa e sessualità nella storia  (avec Margherita Pelaja), Rome - Bari, Laterza, 2008, 322 p. (ISBN 978-88-420-8739-7).
- (it) I cattolici che hanno fatto l'Italia. Religiosi e cattolici piemontesi di fronte all'Unità d'Italia, Turin, Lindau, 2011, 249 p. (ISBN 978-88-7180-912-0).
- (it) 101 donne che hanno fatto grande l'Italia. Dalle icone della storia alle protagoniste dei nostri tempi, Newton Compton, 2011, 213 p. (ISBN 978-88-541-2949-8).
- (it) Per una storia dell'eugenetica. Il pericolo delle buone intenzioni, Morcelliana, 2012, 309 p. (ISBN 978-88-372-2647-3).
- (it) La grande meretrice. Un decalogo di luoghi comuni sulla storia della Chiesa  (Lucetta Scaraffia (éd.)), Editrice Vaticana, 2013 (ISBN 978-88-209-9075-6).
- (it) Dall'ultimo banco. La chiesa, le donne, il sinodo, Marsilio, coll. « I nodi », 2016 (ISBN 978-88-317-2425-8), dont existe une traduction française :
  - Lucetta Scaraffia (trad. de l'italien), Du dernier rang. Les femmes et l'Eglise, Paris, éditions Salvator, septembre 2016, 166 p. (ISBN 978-2-7067-1425-2).
- Silvina Pérez, Lucetta Scaraffia et Giovanni Maria Vian (it) (trad. de l'italien), François : le Pape américain, Paris, Presses de la Renaissance, 22 juin 2017, 162 p. (ISBN 978-2-7509-1388-5)
- (it) Lucetta Scaraffia, Anna Foa et Franca Giansoldati, Agnus Dei. Gli abusi sessuali del clero in Italia, Solferino, 2022 (ISBN 978-88-282-0964-5)
- Au-delà du sixième commandement : Église, consentement, sexualité, Paris, Salvator, 2024  (ISBN 978-2-7067-2639-2)